# يانغي نشان
يانغي نشان هي مدينة ومركز مقاطعة نشان في ولاية قشقداريا في أوزبكستان.